# 李文忠墓
李文忠墓位于中国的江苏省南京市玄武区太平门外蒋王庙街6号，坐西朝东，为明代开国功臣、岐阳王李文忠的墓葬，建于明洪武十七年（1384）。
与徐达墓、薛显墓相邻，墓后山有民国所葬黄百韬墓。

## 历史
明初功臣多安葬于南京，分属紫金山北麓（钟山之阴）等地。钟山之阴，因与明孝陵所在的钟山之阳相对，被视为明初功臣的最高礼遇。明代文献中，安葬于钟山之阴的功臣有十余人。而经考古证实的，仅李文忠等六人，及两位姓名失考者。至当代被视为明孝陵的陪葬墓。
2003年7月3日，李文忠墓与明孝陵一起成为世界文化遗产。2006年5月，与其他明功臣墓一并与明孝陵合并列为全国重点文物保护单位。

## 建筑
墓前为神道，其上依次为石望柱（八面棱形石柱）、石马、石羊、石虎、武将和文臣各一对，其中右侧石马为成品，配有马夫，左侧石马则为半成品。神道碑与其他明功臣墓通常立于最前端的方式不同，立于神道左前侧（北面）约30米处并面向神道，碑上为洪武十九年（1386）董伦所撰碑铭。中为享殿前门遗址和享殿遗址，台基均以城墙砖砌筑，从遗留柱础判断，享殿前门为面阔三间、进深两间，享殿为面阔五间，进深两间，后为墓冢，冢前为其十八世孙李永钦立于清光绪二十二年（1896）的“明岐阳王神道”碑。